# 楊儀
楊 儀（よう ぎ）は、中国後漢末期から三国時代の人物。字は威公。荊州襄陽郡の人。兄は楊慮。諸葛亮の北伐時、その幕僚として重要な任務を担当した。諸葛亮の死後、魏延とその後継を争い彼を殺したが、後に失脚し自殺した。

## 略伝
かつては、曹操に仕えた傅羣（荊州刺史）の主簿であった。しかし、関羽を慕っていたことからその下に降り、功曹に採り立てられた。後に劉備の下へ使者として赴き、気に入られて左将軍府の兵曹掾となった。建安24年（219年）、劉備が漢中王になると尚書となった。しかし章武元年（221年）に劉備が即位すると、上司の劉巴と喧嘩して弘農太守に左遷された（太守ではあるが、弘農郡は魏の領地である）。しかし、諸葛亮が彼の才幹を高く評価していたため、劉備亡き後に再び採り立てられ、丞相参軍（幕僚）・丞相長史（幕僚長）、さらに綏軍将軍の地位を加えられ、諸葛亮の補佐に当たった。
諸葛亮の出征時、事務処理に優れていた楊儀は、丞相府の幕僚の筆頭として、部隊編成の計画立案・軍需物資の確保などの重要な任務を滞りなく処理した。ただ、狭量で自分の才覚を鼻にかけるようなところがあったため、魏延と仲が悪かった。軍議の場で両者が言い合いになると、魏延が白刃で楊儀を脅し、楊儀がこれを恐れて泣くような時もあったという。諸葛亮は、楊儀の才能を深く惜しみ、同時に魏延の勇猛を頼りとしていたため、どちらかを罷免するに忍びず、2人が不仲なことに心を痛めていた。
建興12年（234年）、諸葛亮が五丈原で魏との対峙中に病死すると、楊儀は諸葛亮の遺言に従って諸将の指揮を執り、全軍撤退を成功させた。この時、魏延は撤退命令に従わなかった上、兵を挙げて楊儀を討とうとしたが、他の諸将らが諸葛亮の遺命に従って楊儀に味方し、魏延配下の兵士までもが彼を見捨てたため、軍が四散してしまう結果になった。魏延は息子達と漢中に逃げたが、その途中で楊儀の命を受けた馬岱の軍勢によって殺害された。『三国志』蜀書魏延伝によると、楊儀は届けられた魏延の首を踏みつけ「庸奴（知恵の足りぬ輩）め！もう一度悪さをできるものならやってみよ！」と言ったという。
楊儀は諸葛亮の死後、長年の実績と政敵の魏延を討ち取ったことから、自分こそがその後継者に相応しいと考えていた。ところが諸葛亮の後継者には、留府長史として後方勤務を務めてきた蔣琬が選ばれ、尚書令・益州刺史という要職に任命されたのに対し、楊儀は統括する部署のない中軍師に任命されたのみで、職務もないという状態であった。これは諸葛亮がその生前、楊儀の能力については評価していたものの、その狭量すぎる性格を問題視し、自らの後継者には彼ではなく蔣琬を密かに指名していたからであった。
楊儀はそれまで蔣琬のことを、経歴・実績のいずれも自分の後塵を拝してきたと考えていたため、この処遇に大きな不満を覚え、費禕に対し「かつて丞相（諸葛亮）が亡くなった際に、軍を挙げて魏についていたら、こんな風に落ちぶれる事はなかったろうに」と漏らした。費禕がその内容を劉禅に密告すると、楊儀は庶人に落とされ漢嘉郡に流罪となった。ところが楊儀は、流刑地から他人を誹謗する激越な内容の上書を送り続けた。このためついに劉禅らが楊儀を拘束させると、楊儀は自殺したといわれる。その後、妻子は成都に戻ることを許された。

### 一族
兄に楊慮、一族に楊顒がいる。楊慮は若くして徳行があり、優れた人物であった。州郡や三公から手厚い礼をもって招かれたが、いずれにも応じることはなかった。門弟には許汜を初めとして数百人を数えたという。弟子たちは彼の徳義規範を尊敬して「徳行の楊君」と呼んだ。わずか十七歳で夭折した。。

## 『三国志演義』における楊儀
小説『三国志演義』では、諸葛亮が「出師の表」を上奏して北伐を行う場面で、従軍する将の一人として初めて名前が登場する（第91回）。本格的な登場は街亭の戦いからで、王平の使者によって馬謖の失態が諸葛亮に伝わると、楊儀は自身が馬謖と交替することを諸葛亮に申し出ている。しかし間に合わず、楊儀の出発直前に街亭の敗報が伝わり、諸葛亮は全軍撤退を余儀なくされている（第95回）。五丈原で諸葛亮が病没する場面では、臨終の諸葛亮から、魏延が反乱を起こした時の対策として錦の嚢を託されている。さらに全軍退却の際、魏の司馬懿が追撃してきた場合、諸葛亮の木像を隊列の前に押しだしてこれを阻めと告げられている（第104回）。諸葛亮の死後、魏延が反乱し漢中に攻め込んでくると、楊儀は錦の嚢を開いてそこに書かれた指示に従い、魏延に向かって「『わしを殺す勇気がある者はおるか』と三度叫ぶ事ができたなら、漢中をお譲り致そう」と告げる。魏延が一度叫ぶと、その言葉が終わらないうちに、生前の諸葛亮から密命を受け、偽って魏延配下となっていた馬岱が「俺が殺してやる」と叫び、魏延を背後から斬り殺している。諸葛亮の霊柩を守って成都に帰還した後、諸葛亮の後継者に選ばれなかったことに不満を持ち、費禕にこのことを劉禅に報告されている。激怒した劉禅が楊儀を処刑しようとするが、蔣琬の取りなしにより死罪を免れ、平民に落とされた上で流罪となるも、楊儀はこれを恥じて自殺することになる（第105回）。

## 伝記資料
- 『三国志』巻40 蜀書 劉彭廖李劉魏楊伝